# 1490년대
1490년대는 1490년부터 1499년까지를 가리킨다.